# Alpinia breviligulata
Alpinia breviligulata är en enhjärtbladig växtart som först beskrevs av François Gagnepain, och fick sitt nu gällande namn av François Gagnepain. Alpinia breviligulata ingår i släktet Alpinia och familjen Zingiberaceae. Inga underarter finns listade i Catalogue of Life.